# Turnerschaft Alemanno-Palatia Erlangen-Nürnberg
Die Turnerschaft Alemanno-Palatia Erlangen-Nürnberg ist eine Studentenverbindung an der Friedrich-Alexander-Universität Erlangen-Nürnberg im CC. Sie ist pflichtschlagend und farbentragend und wurde am 18. Dezember 1843 als Pharmazeutisch-Naturwissenschaftlicher Verein zu Jena gegründet. Damit sieht sie sich als älteste Turnerschaft der Welt. Ihr heutiger Sitz ist Erlangen.

## Couleur und Wahlspruch

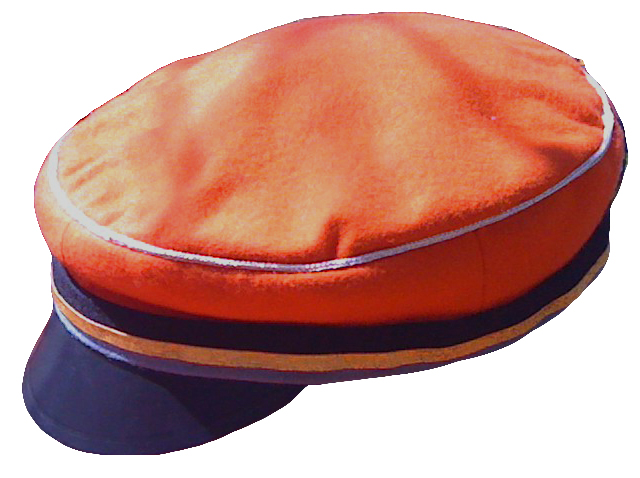
Mütze

Das Couleur der Turnerschaft Alemanno-Palatia besteht aus dem Band in den Bundesfarben schwarz-gold-himmelblau mit silberner Perkussion und der orangefarbenen Mütze. Ihr Wahlspruch lautet in amicitia firmitas!.

## Geschichte
Die Turnerschaft Alemanno-Palatia hat ihre Wurzeln in dem 1843 gegründeten Pharmazeutisch-Naturwissenschaftlichen Verein zu Jena, der 1885 gegründeten Turnerschaft Palatia zu Erlangen, dem Akademisch-Brautechnischen Verein zu Berlin (1906), der Freien Burschenschaft Unitas Bavaria (1921) und der Studentenverbindung Teutonia zu Nürnberg. Am 24. Juni 2005 fusionierten die, aus zuvor genannten Studentenverbindungen hervorgegangenen Fusionsbünden entstandenen, Turnerschaft Normanno-Palatia im CC zu Erlangen (1952) und die Landsmannschaft Alemanno-Bavaria im CC zu Nürnberg (2. November 1968).

## Aufbau der Turnerschaft Alemanno-Palatia
Die Turnerschaft Alemanno-Palatia besteht aus der Aktivitas und der Altherrenschaft.

### Die Aktivitas
Der Aktivitas gehören Studenten der Friedrich-Alexander-Universität Erlangen-Nürnberg und der Georg-Simon-Ohm-Hochschule Nürnberg an.

### Die Altherrenschaft
Die Alten Herren sind die Philister der Turnerschaft Alemanno-Palatia. Um den Status des Philisters zu erreichen, muss ein absolvierter Hochschulabschluss vorliegen, ein gesicherter Lebensunterhalt erbracht sein und der entsprechende Antrag durch den Generalconvent der Turnerschaft Alemanno-Palatia genehmigt werden.

## Freundschaftsverhältnisse
Die Turnerschaft Alemanno-Palatia hat Freundschaftsverhältnisse zu folgenden Bünden:
- Turnerschaft Berlin
- Turnerschaft Merovingia-Zittavia zu Köln
- Turnerschaft Cheruscia Göttingen